# Doncaster
Doncaster je město na jihu Yorkshire v Anglii a hlavní místo metropolitní oblasti Doncaster. Město je asi 20 mil (32 km) od Sheffieldu a je populárně odkazováno jako „Donny“.

## O městě
Doncaster má mezinárodní letiště a v posledních letech jeho centrum prošlo regenerací, včetně rozvoje areálu školství města, v současné době největší vzdělávací investice svého druhu ve Velké Británii. Doncaster také nedávno rozšířila Frenchgate středisko, nákupní centrum a dopravní výměnu.
V průběhu několika let Doncaster Lakeside, který je doma k zemi Doncaster Rovers prošla velkým rozvojem. S otevřením Lakeside Village, hlavní prodejna s asi 45 prodejen a restaurací, plocha se stává atraktivnější pro turisty.

## Statistiky
Podle sčítání lidu v roce 2001 bydlelo v městské podoblasti Doncaster 67 977 obyvatel. Spolu s Bentley a Armthorpe tvoří městské oblasti se 127 851 obyvateli. Podle sčítání lidu 2011 je odhadnutá populace v metropolitní čtvrti Doncaster na 302 400.

## Osobnosti města
- Diana Riggová (* 1938), herečka
- Alun Armstrong (* 1946), herec
- Jeremy Clarkson (* 1960), žurnalista a komentátor
- Louis Tomlinson (* 1991), zpěvák
- Dominic Richard Harrison (* 1997), zpěvák

## Partnerská města
- Avion, Francie
- Doncaster, Austrálie
- Gliwice, Polsko
- Herten, Německo
- Tan-tung, Čína
- Wilmington, Spojené státy americké